# Henry Charles Sirr
Henry Charles Sirr (1807 - 1872) fou un advocat, diplomàtic i escriptor britànic. Com a procurador dels tribunals va obtenir plaça al Lincoln's Inn de Londres i, finalment, va entrar en servei al govern, treballant com advocat adjunt de la reina al circuit meridional de Ceilan (actual Sri Lanka) a mitjans del segle xix.
Era fill d'Eliza D'Arcy i Henry Charles Sirr, policia en cap de Dublín. El seu germà gran va ser el sacerdot Joseph D'Arcy Sirr.
Se'l coneix potser millor per haver escrit Ceylon and the Cingalese, un llibre publicat en dos volums el 1850, que cobreix "la història, el govern, la religió, les antiguitats, les institucions, els ingressos i les capacitats de l'illa, i un informe complet de la darrera revolta; amb anècdotes que il·lustren els usos i costums de la gent". El llibre va ser considerat àmpliament com un relat autoritzada de la vida cotidiana de Ceilan. Va ser citat per Jules Verne a la seva clàssica obra Vint mil llegües de viatge submarí, en el capítol 2, el narrador del llibre, el prof. Aronnax, diu al lector que, mentre cercava una descripció de Ceilan a la biblioteca del capità Nemo, a bord del Nautilus, "vaig trobar un llibre de HC Sirr, Esq, titulat Ceilan i el singalès".
Sirr també va exercir com a vicecònsol britànic a Hong Kong des de 1843. Va descriure les seves experiències en un altre llibre, China and the Chinese, subtitulat: Their religion, character, customs and manufactures; the evils arising from the opium trade; with a glance at our religious, moral, political and commercial intercourse with the country ("La seva religió, caràcter, costums i manufactures; els mals derivats del tràfic d'opi; amb una mirada a les nostres relacions morals, polítiques, religioses i comercials amb el país"). El llibre ofereix importants punts de vista contemporanis sobre la naturalesa del comerç d'opi i el contraban endèmic que es va dur a terme a la regió del Riu Perla.